# Vertrag von Saigon
Der Vertrag von Saigon wurde am 2. Juni 1862 zwischen dem Französischen Kaiserreich und der in Vietnam herrschenden Nguyễn-Dynastie geschlossen. Er kam auf militärischen Druck Frankreichs zustande und gestand Frankreich die Einrichtung einer Kolonie in Cochinchina sowie Eingriffe in die Innenpolitik des vietnamesischen Staates zu.

## Hintergrund
Im Sommer 1857 berief der französische Kaiser Napoleon III. eine Kommission ein mit dem Ziel eine Indochinapolitik zu formulieren. Die Kommission empfahl eine Militärexpedition mit dem Ziel einer permanenten Landnahme in Indochina. Die Kolonie sollte drei Zielen dienen: Erstens  würde die als Flottenbasis für die französische Marine die Position der französischen Kolonialmacht, die bislang ohne Besitzungen in Ostasien geblieben war, stärken. Zweitens könne Frankreich in Indochina durch Ausbeutung tropischer Rohstoffe und durch den Verkauf französischer Produkte Profit erzielen. Drittens solle durch die Errichtung einer Kolonie die bereits begonnene Mission vorangetrieben werden.
Der vietnamesische Staat unter Tự Đức war währenddessen von inneren Unruhen geprägt. Die Zentralregierung in Huế hatte mit mehreren Revolten angeblicher Thronfolger der Lê-Dynastie zu kämpfen, die manchmal mit europäischer Protektion handelten. Als Anlass für den Beginn der Expedition bot sich die öffentliche Hinrichtung eines spanischen Missionars in Nam Dinh, südlich von Hanoi. Die erste Expedition unter Charles Rigault de Genouilly konnte mit spanischer Unterstützung einen Brückenkopf bei Da Nang sowie Saigon sichern, jedoch aufgrund mangelnder Personalstärke die Hauptstadt Hue nicht einnehmen. Eine zweite Expedition unter Léonard Victor Charner, die aus China zurückkehrte, zerstörte die Sperrforts bei Saigon, die die Vietnamesen errichtet hatten. Dem neu eingesetzten Gouverneur Louis Adolphe Bonard gelang 1861, beziehungsweise 1862, die Annexion von Bien Hoa und Vinh Long. Saigon wurde aufgrund zu seiner Ferne zum Machtzentrum Hue und seinen reichen landwirtschaftlichen Ressourcen von französischer Seite für die Basis zur Errichtung einer Kolonie ausersehen.

## Vertragsabschluss
Unter dem Eindruck steter militärischer Niederlagen einigte sich Tu Duc auf Verhandlungen. Diese wurden zwischen Bonard und Phan Thanh Gian geführt. Die Nguyen-Dynastie trat die drei südlichen Provinzen Dinh Tuong, Gia Dinh und Bien Hoa an Frankreich ab. Ebenso erlangten französische Schiffe das Navigationsrecht auf dem gesamten schiffbaren Mekong und mehrere Häfen wurden dem französischen Handel geöffnet. Der Vertrag legte ebenso ein Ende der antichristlichen Politik des vietnamesischen Staates fest wie die Zahlung von rund 20 Millionen Goldfranc durch den Nguyen-Staat an Frankreich.

## Folgen
Der Vertragsabschluss bedeutete für die Nguyen-Dynastie eine schwere innenpolitische Niederlage und verstärkte die bestehenden Zweifel an der Legitimität der Regierung. Dies drückte sich 1864 in mehreren Aufständen in Tonkin aus, wo die Regierung unter den traditionellen konfuzianischen Gelehrten als Türöffner für den westlichen Einfluss galt. Der Vertragsabschluss belastete das französisch-spanische Verhältnis auf Jahre. Spanien erhielt zwar ebenso eine Geldzahlung, die spanische Regierung hatte sich aber ebenso territorialen Gewinn im Sinn einer Kolonie versprochen.